# Julio Ernesto Bernal
Julio Ernesto Bernal Gonzalez (Anolaima, 16 april 1964) is een Colombiaans voormalig professioneel wielrenner.

## Belangrijkste overwinningen
1991
- Eindklassement Ronde van Venezuela

1992
- Eindklassement Ronde van Venezuela

1993
- Centraal-Amerikaanse en Caraïbische Spelen, Individuele tijdrit
- 8e etappe Clásico RCN

1994
- Proloog Ronde van Colombia

1996
- 5e etappe Clásico RCN

1998
- Pan-Amerikaans kampioenschap tijdrijden, Elite

2000
- Eindklassement Ronde van Ecuador

2001
- 5e etappe Ronde van Táchira